# Tóth Zoltán (labdarúgó, 1955)
Tóth Zoltán (Budapest, 1955. december 29. –) válogatott labdarúgó, kapus. Apja Tóth György 15-szörös válogatott labdarúgókapus. Fia, Chris Toth is szerepelt már nemzeti csapatban: az Egyesült Államok strandfutball-válogatottjának kapuját védte. A San Diego profi teremfutballcsapatában játszik, s legnagyobb álma, hogy szerződést kapjon egy nagypályás együttesnél.

## Pályafutása

### Klubcsapatban
1969-ben az Újpesti Dózsa csapatában kezdte a labdarúgást. Óriási tehetségként tartották számon, aki előtt fényes karrier lehetősége állt. Az élvonalban 1977-ben mutatkozott be. 1979-ig 32 bajnoki mérkőzésen védett (ebből 13-at nullára hozva) és kétszeres bajnok lett a csapattal. 1980-ban az Egyesült Államokba távozott, akkori szóhasználattal élve disszidált. Itt különböző teremlabdarúgó-csapatokban szerepelt. A tisztelet és megbecsülés jeleként évekkel pályafutásának befejezése után visszavonultatták a mezét a „Goalie”-nak, magyarán a San Diegóban azóta sem véd senki sem 1-es számú mezben.

### A válogatottban
Mindössze 25 bajnoki mérkőzéssel a háta mögött mutatkozhatott be a válogatottban. 1979-ben, 1 alkalommal szerepelt a válogatottban, a Szovjetunió elleni Eb-selejtezőn. Egyszeres olimpiai válogatott (1979), egyszeres egyéb válogatott (1979).

## Sikerei, díjai
- Magyar bajnokság
  - bajnok: 1977–78, 1978–79

## Statisztika

### Mérkőzései a válogatottban
| Magyarország | Magyarország    | Magyarország                   | Magyarország | Magyarország | Magyarország | Magyarország       | Magyarország | Magyarország |
| #            | Dátum           | Helyszín                       | Hazai        | Eredmény     | Vendég       | Kiírás             | Gólok        | Esemény      |
| ------------ | --------------- | ------------------------------ | ------------ | ------------ | ------------ | ------------------ | ------------ | ------------ |
| 1.           | 1979. május 19. | Tbiliszi                       | Szovjetunió  | 2 – 2        | Magyarország | Eb-selejtező       | -            |              |
|              | 1979. május 30. | Miskolc-Diósgyőr, DVTK-stadion | Magyarország | 3 – 0        | Románia      | olimpiai selejtező | -            |              |
|              | Összesen        |                                |              | 1            | mérkőzés     |                    | 0            | gól          |